# Thức ăn chăn nuôi

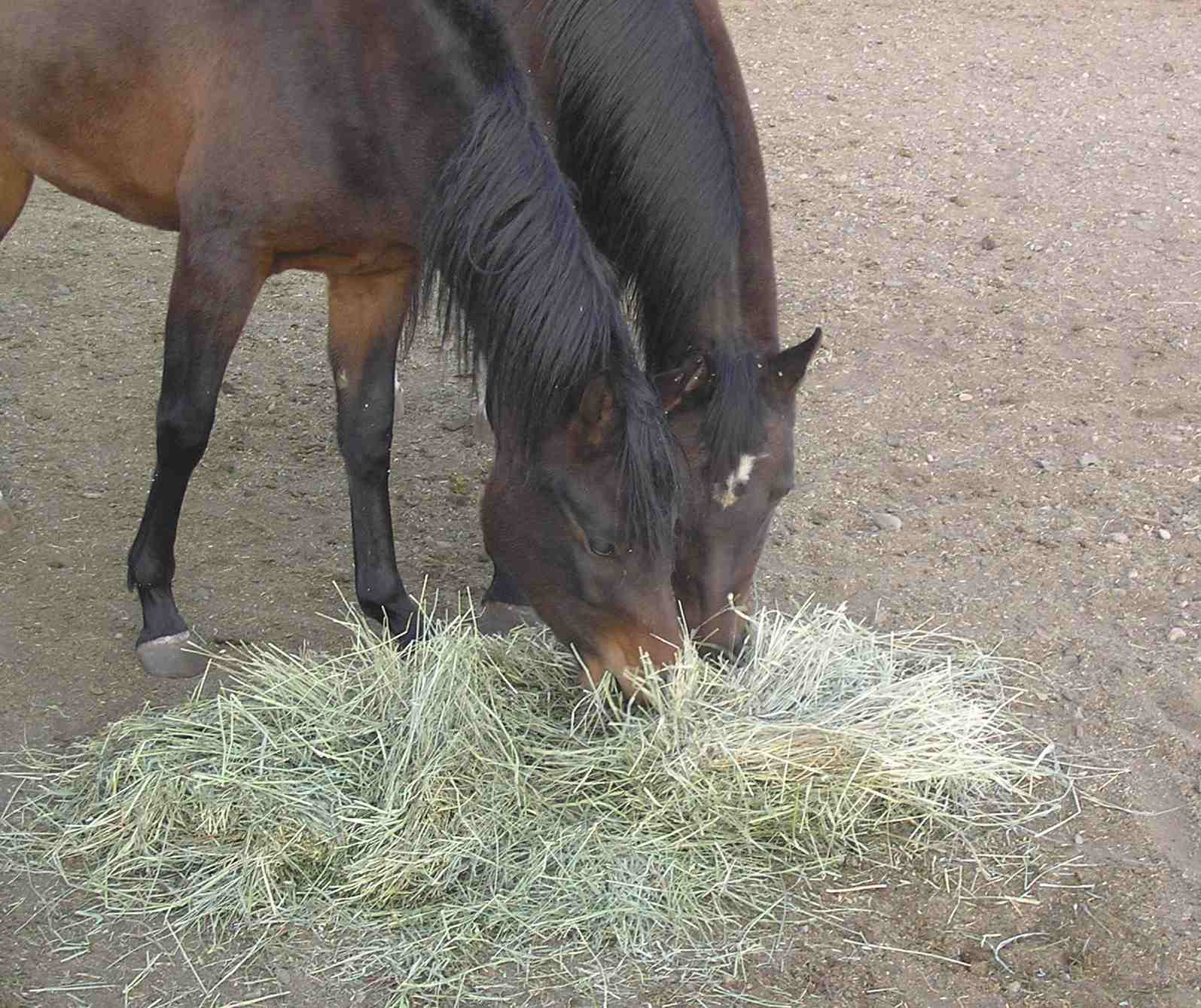
Đàn ngựa đang ăn rơm khô

Thức ăn chăn nuôi là những sản phẩm thức ăn mà vật nuôi (vật nuôi trên cạn và thủy sản) được cho ăn, uống hoặc bổ sung vào môi trường đối với vật nuôi thủy sản nhằm duy trì sự sinh trưởng, phát triển và sản xuất sản phẩm của vật nuôi. Thức ăn chăn nuôi có thể ở dạng tươi sống, dạng đã qua sơ chế, chế biến và bảo quản, thức ăn dạng dinh dưỡng hoặc dạng thực phẩm chức năng.

## Phân loại

### Theo nguồn gốc
- Thức ăn có nguồn gốc động vật
- Thức ăn có nguồn gốc thực vật
- Thức ăn nguồn khoáng chất
- Thức ăn tổng hợp hóa học
- Vi sinh vật (thức ăn vi sinh)
- Phụ phẩm nông nghiệp

### Theo tính chất
- Thức ăn thô
- Thức ăn tinh
- Thức ăn tươi
- Thức ăn khoáng
- Thức ăn giàu năng lượng
- Thức ăn giàu Protein
- Thức ăn thô khô
- Thức ăn ủ chua
- Đồng cỏ

### Phân loại khác
- Thức ăn thương mại là loại thức ăn được sản xuất dùng để trao đổi, mua bán trên thị trường.
- Thức ăn chăn nuôi hỗn hợp hay thức ăn hỗn hợp (Compound feed)
- Thức ăn hỗn hợp hoàn chỉnh là loại thức ăn đã được phối trộn từ nhiều loại nguyên liệu (ngô, cám gạo, thóc, khô đậu tương, bột huyết, bột xương thịt, bột cá...) theo công thức đã lập đảm bảo đầy đủ các chất dinh cho từng đối tượng vật nuôi (lợn con, lợn choai, lợn vỗ béo; lợn nái chửa, nái nuôi con; gà thịt, gà đẻ...).
- Thức ăn đậm đặc (Primix) là thức ăn hỗn hợp có hàm lượng dinh dưỡng cao hơn so với nhu cầu dinh dưỡng của vật nuôi dùng để pha trộn với các loại nguyên liệu khác tạo thức ăn hỗn hợp hoàn chỉnh
- Thức ăn bổ sung

## Phụ gia
Phụ gia thức ăn chăn nuôi là chất không có giá trị dinh dưỡng được bổ sung vào thức ăn trong quá trình chế biến hoặc môi trường ao nuôi nhằm các mục đích: bảo quản thức ăn, nâng cao tỷ lệ tiêu hóa thức ăn cho vật nuôi hoặc cải thiện đạc tính nào đó của thức ăn. Một số phụ gia thức ăn chăn nuôi như: chất hấp thụ độc tố nấm mốc, chất kết dính, chất tạo màu, chất tạo mùi...

## Nguyên liệu
Là thức ăn chăn nuôi ở dạng đơn được dùng để phối trộn thành thức ăn hỗn hợp và được chia thành các nhóm sau:
- Nhóm giàu năng lượng: ngô, cám gạo, thóc...
- Nhóm giàu Protein: bột cá, đậu tương và các sản phẩm của đậu tương, bột huyết, khô dầu cọ, khô dầu dừa...
- Nhóm giàu khoáng: DCP, MCP...
- Nhóm giàu Vitamin
- Nhóm phụ gia